# Северокаталанский диалект
Северокаталанский диалект каталанского языка или руссильонский диалект (кат. català septentrional или rossellonès, фр. roussillonnais) — диалект Северной Каталонии и прилегающих районов Южной Каталонии, который входит в группу восточных диалектов каталанского языка.

## Говоры
В составе северокаталанского диалекта выделяют следующие говоры (субдиалекты):
- Капсирский субдиалект
- Северокаталанский переходный субдиалект (близок также к центральнокаталанскому диалекту)

## Основные черты
Главными отличиями северокаталанского диалекта от литературного языка являются:
- употребление многочисленных галлицизмов и заимствований из окситанского языка (меньшее количество заимствований с испанского);
- изменение глагольных форм под влиянием французского языка, собственные региональные глагольные формы: вместо soc — sóm, произносится как [sun] — «я есть»;
- в фонетике переход закрытой гласной [o] в [u]: Canigó произносится как [kəni'γu];
- ударение в словах, которые заканчиваются на гласный, на предпоследнем слоге без исключений: epoca вместо època, musica вместо música;
- произношение всех прилагательных, оканчивающихся на -il или -ic, с окончаниями -il•le и -ique: fàcil → facil•le — «простой»;
- исчезновение -l- перед -t-: escutar вместо escoltar — «слушать», mutú вместо moltó;
- переход окончания -ia в -i: història → histori — «история», gràcies → gràci — «спасибо»;
- переход окончаний -eix и -aix в -ei и -ai: peix → pei — «рыба», calaix → calai — «ящик»

## Пример спряжения на северокаталанском диалекте
| Первое спряжение | Второе спряжение | Третье спряжение |
| --- | --- | --- |
| Настоящее время, Present d’indicatiu | | |
| - canti - cantes - canta - cantem - canteu - canten | - perdi - perdes - perd - perdem - perdeu - perden                                                                         | - serveixi/dormi - serveixes/dormes - servei/dorm - servim/dormim - serviu/dormiu - serveixen/dormen                      |
| Незавершённое прошедшее время, Imperfet d’indicatiu | | |
| - cantavi - cantaves - cantava - cantaven - cantàveu (произносится как 'cantavu') - cantavem (произносится как 'cantaven')                                       | - perdiï/perdia - perdies - perdia - perdien - perdíeu (произносится как 'perdíeu') - perdíem (произносится как 'perdíen') | - serviï/servia - servies - servia - servien - servíeu (произносится как 'servíu') - servíem (произносится как 'servíen') |
| Условное наклонение, Condicional | | |
| - cantariï/cantaria - cantaries - cantaria - catarien - cantaríeu - cantarien                                                                                    | - perdriï/perdria - perdries - perdria - perdrien - perdríeu - perdrien                                                    | - serviriï/serviria - serviries - serviria - servirien - serviríeu - servirien                                            |
| Описательное прошедшее только что совершённое время, Pretèrit perfet perifràstic                                                                                 | | |
| - vai cantar/perdre/servir - vas cantar/perdre/servir - va cantar/perdre/servir - vem cantar/perdre/servir - veu cantar/perdre/servir - van cantar/perdre/servir | | |
| Незавершённое время сослагательного наклонения, Imperfet subjuntiu                                                                                               | | |
| - cantessi - cantesses - cantés - cantéssem - cantésseu - cantessen                                                                                              | - perdés/perdessi - perdessis/perdesses - perdés - perdéssim/perdessen - perdéssiu/perdésseu - perdessin/perdessen         | - servís/servissi - servissis/servisses - servís - servíssim/servissen - servíssiu/servísseu - servissin/servissen.       |

## Лексические регионализмы
Ниже представлены наиболее часто употребляемые северокаталанские слова, которые отличаются от литературного языка:

### Галлицизмы
Диалектизм / литературный вариант:
- cahier / llibreta — тетрадь,
- cartable / cartera — портфолио,
- craiun / llapis — карандаш,
- votura / automòbil или cotxe (что является заимствованием из испанского) — машина,
- jornal / diari — журнал, периодическое издание,
- socissa / botifarra — колбаска, сосиска,
- trotuart / voravia — тротуар,
- presque / gairebé — почти,
- a peu prés / més o menys — более-менее,
- afrosament / espantosament — ужасающе,
- agaçant / empipador — раздражает,
- assieta / plat — тарелка,
- xarmant / encantador — чарующий,
- vitessa / velocitat — скорость,
- usina / fàbrica — завод,
- tupet / barra — бар,
- survetllar / vigilar — присматривать,
- servieta / tovalló — полотенце,
- même / fins i tot — даже,
- se fatxar / renyir, enfadar-se — гнев,
- domatge / pena, или llàstima (что является заимствованием из испанского) — жаль,
- contravenció / multa — преступление

### Окситанизмы (лангедокский диалект)
- let/leda / lleig/lletja — уродливый, гадкий,
- ruta / carretera — дорога,
- veire / got — кот,
- belleu / potser — возможно,
- jaupar / lladrar — лаять,
- estonant / estrany — незнакомец, иностранец,
- ribera / riu — река

### Испанизмы
- ademés / a més — далее,
- hasta / fins — к,
- apoio — поддержка,
- atràs — назад,
- gasto / despesa — расход,
- desditxa / infeliçitat — несчастье,
- ciego / cec/cego — слепой

Глагол eixir «выходить» (в литературном языке sortir) употребляется как в северокаталанском диалекте, так и в валенсийских диалектах